# Каталепсија
Каталепсија (грч. καταληψις - хватање, држање)  је стање у којем особа одржава положај тела у којем се налази. Она је поремећај вољне активности односно кататони феномен који је омогућен појавом феномена  „воштана савитљивост“ (лат. flexibitas cerea).

## Етиопатогенеза
Каталепсија представља патолошко понашање које се огледа у необично дугом задржавању делова тела или читавог тела у истом, антигравитацијском, неприродном положају, који је сам резултат измењеног стања мишићне напетости. Често се комбинује са другим манифестацијама повећане сугестибилности, понављањем туђих гестова (ехопраксија), понављањем туђих речи (ехолалија), негативизам и др.
Еуген Блојлер (Eugen Bleuler) каталепсију описује на следећи начин:  
Пацијенти не праве потезе на своју руку, они могу заузети неку позицију, а без обзира колико то може бити незгодно, они ће тако остати дуго.
У случајевима кататоне схизофреније (данас најређа врста схизофреније) било је могуће видети пацијенте како леже на подлози без јастука подигнуте главе - тзв. „психички јастук“. Ако се манифестује круто држање, уместо воштане флексибилности, каталепсија се назива крута каталепсија.  

### Стања са каталепсијом
Каталепсија се среће код: 
- схизофреније,
- различитих врста хистерија
- неких обољења или оштећења малог мозга,
- блокиране или оштећена везе између малог мозга и предњих режњева мозга.

### Облици каталепсије
| Облик каталепсије       | Карактеристике |
| ----------------------- | --- |
| Патолошка каталепсија   | - Болесник, који изгледа као статуа, пати од мишићне ригидност и не може се померити. - Овај облик изазива пуно патње код болесника, јер он има неизмењену способност да чује и види све око себе, а једноставно не може физички реаговати. - Болесник се може заменити за леш, због сличности симптома са мртва,ком укоченошћу (ригор мортитис), такође названом кадаверска крутост, која се јавља након смрти особе због хемијске промене у мишићима које их чине крутим. |
| Пројективна каталепсија | - Овај облик је позната и као парализа сна. - Поремећај се јавља убрзо након што се болесник пробудите или када покушавате заспати што спречава кретање тела чак и када је ум будан. - Такав болесник се буди, али се не може померити, због мучење, страх и терора. |

## Клиничка слика
Клиничком сликом каталепсије доминирају следећи знаци и симптоми који се могу појавити током кататоне кризе:
- парализа тела,
- крутост мишића,
- удови који су у истом положају као да су пресељени,
- мучнина,
- страх, туга,
- немогућност кретања очију,
- немогућност говора и удисања ваздуха,
- осећај пада, плутања и, или утапања,
- слушне халуцинације као што су шумови и гласови који не постоје.

## Терапија
Лечење каталепсије зависи од његовог облика, тежине симптома и трајања епизода, а пре свега избегавања ове кризе је одржавање редовног и мирног спавања. У том смислу прописују се антидепресиви или хипнотици (као што су анафранил или кломипрамин). Примена антидепресива често се комбинује и са психотерапијским сеансама, и лековима за релаксацију мишића, који могу бити ефикасна код неких болесника, са каталепсијом који избегавају стање потпуне непокретности.
То није болест сама по себи, већ је резултат поремећаја, синдрома или облика психозе. Каталепсија је симптом неких нервних поремећаја или стања као што су Паркинсонова болест и епилепсија . То је такође карактеристичан симптом " синдрома повлачења " код пацијената који се подвргавају третману за одвикавање од кокаина. Може бити узроковано шизофренијом и лечењем антипсихотицима ,  као што је халоперидол,  и анестетиком кетамином.  
У неким приликама, изоловани случајеви каталептичких епизода такође могу бити изазвани екстремним емоционалним шоком. Протеин киназа "А" је предложена као посредник каталептичког понашања.

## Занимљивости
Света Тереза Авилска доживела је продужени напад каталепсије који је почео 1539. године. Ову епизоду је убрзао стрес који је доживела у кармелићанском самостану Оваплоћења. Ноге су јој се укочиле, и она је била инвалид три године. Тереза је од тада трпела и даље повремене нападе каталепсије.
Кроз историју је забележено неколико случајева када  је особа  била сахрањена док је још била жива и да се потом пробудила у неком тренутку. Како каталепсија  може трајати три дана, у коме би особа била у стању привидне смрти могла бити сахрањена и тада се будила се у ковчегу.
Између 1870. и 1910. године постојао је општи страх међу људима да могу бити живи закопани, па су израђивани такозвани „ заштитни ковчези “ са заставама или звонима. Иако постоје документовани случајеви сахране међу особама са каталепсијом, технолошки напредак је учинио готово немогућим да особа буде сахрањена у каталептичком стању: јер данас ЕЕГ или ЕКГ  лако могу потврдити нечију смрт.